# Septembre 1786

## Événements

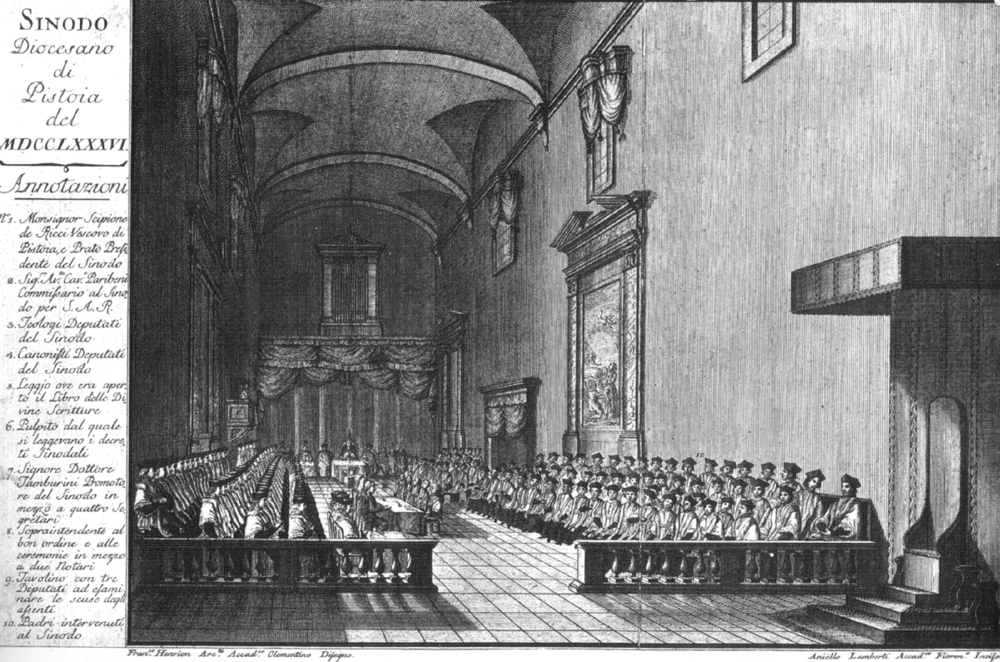
18-28 septembre : synode de Pistoia

- 2 septembre : ouragan à la Barbade[1].

- 12 septembre : Charles Cornwallis prend son poste de gouverneur général des Indes à Calcutta[2].

- 18 - 28 septembre : Scipione de' Ricci tient le synode de Pistoia pour répondre aux 57 questions du grand-duc de Toscane[3]. Il soutient que « l’autorité de l’Église réside dans le corps des pasteurs » que « le Prince… évêque de l’extérieur… procure la concorde de l’Église », que les fêtes religieuses sont prétexte « … à banquets, beuveries, jeux… » Une majorité d’évêques conservateurs désavouent le grand duc qui doit se contenter de réformes mineures.

- 25 septembre : création du Comté de Luzerne en Pennsylvanie.

- 26 septembre :
  - Traité Eden-Rayneval. Signature d'un traité de commerce et de navigation entre la France et la Grande-Bretagne (Du Pont de Nemours). Il ouvre la France aux marchandises britanniques[4].
  - Réorganisation administrative en Lombardie, divisée en huit circonscriptions ayant à leur tête des intendants[5]>. Le concordat de 1757 est dénoncé : le clergé est soumis aux tribunaux ordinaires, le recrutement des curés contrôlé par le gouvernement et la fonction éducative de l’Église concurrencé par la création d’écoles primaires d’État. Au même moment les « Constitutions » conférés par Charles Quint en 1541, le Sénat, les anciennes institutions de Milan et les corporations sont abolis. La politique de Joseph II se heurte à de très fortes résistances locales. La noblesse continue de facto à dominer les pouvoirs municipaux et, alliée au clergé, provoque émeutes et émotions populaires.

## Naissances
- 9 septembre : Rosalie Rendu, supérieure de la congrégation des Filles de la Charité († 7 février 1856).
- 18 septembre : Justinus Kerner (mort en 1862), médecin et poète allemand.

## Décès
- 20 septembre : Louis-Charles-René de Marbeuf, comte de Marbeuf, marquis de Cargèse, gouverneur de la Corse. (° 4 octobre 1712).